# الوزير حسين باشا
حسين باشا سياسي عثماني كان والياً على بغداد للفترة من 5 رمضان 1060 ه‍، إلى أواسط سنة 1061ه‍، خلفاً للوالى أرسلان باشا .

## ولايته
كان الوزير حسين باشا شاباً في مقتبل العمر، هيناً ليناً، يلاطف الصغير والكبير، عاش في بلاط السلطان مراد الرابع.ولما وصل بغداد عامل أهلها بحلم وشفقة، فجلب القلوب بالإحسان والأنعام. جاءت حوادثه في سنة (1061 ه‍/1650م) والظاهر انه وصل بغداد في هذه السنة، ولا توجد نصوص توثق تاريخ وصوله بغداد. وكان في أيامه آغا بغداد إلياس آغا.

## وفاته
لم تطل أيام حكومة الوالي حسين باشا على بغداد (1649-1650م) فوافاه الأجل، فأسف الناس عليه، ودفن بجوار الشيخ عبد القادر الجيلاني، وكان ذلك أواسط سنة 1061ه‍. ولما وصل خبر وفاته إسطنبول أرسلت الحكومة متسلماً جديداً فمضت عليه شهرين. فخلفه على ولاية بغداد الوالي قره مصطفى باشا.